# Johan Alfred Enander

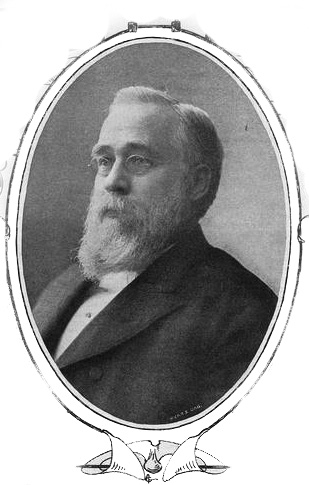
Enander porträtterad på Hvar 8 Dags förstasida 1906.

Johan Alfred Enander, född 1842, död 1910, var en svenskamerikansk tidningsman.
Enander föddes i Härja socken i Västergötland och utvandrade till USA 1869. Han var i nära 40 år utgivare av Hemlandet och senare Gamla och Nya Hemlandet. Enander räknas som den främste inom den svensk-amerikanska pressen. 1921 avtäcktes på Oak Hills kyrkogård i Chicago på hans grav en stor bautasten, till vilken en mängd svenskamerikaner bidragit med vardera 1 cent.

### Redaktörskap
- Eterneller och vårblommor : deklamationsstycken och dialoger för föreningar och sällskap samt för läsning i hemmet / samlade af Joh. A. Enander. Rock Island, Ill: Lutheran Augustana Book Concern. 1888. Libris 476665. https://runeberg.org/eterneller - Ny upplaga 1894.
- Ur svenska sången under det nittonde seklet samt blad ur den svenska sångens historia : poetisk läsebok för de svensk-amerikanska hemmen, ungdomsföreningarna och litterära sällskapen. Rock Island, Ill: Lutheran Augustana Book Concern. 1901-. Libris 476931